# Rhamphomyia taylori
Rhamphomyia taylori är en tvåvingeart som beskrevs av Smith 1971. Rhamphomyia taylori ingår i släktet Rhamphomyia och familjen dansflugor.
Artens utbredningsområde är Uganda. Inga underarter finns listade i Catalogue of Life.